# 1931 en football
Cet article présente les faits marquants de l'année 1931 en football.

## Janvier
- 25 janvier : à Bologne, l'équipe d'Italie s'impose 5-0 sur l'équipe de France.

## Février
- 15 février : 
  - Au Stade olympique Yves-du-Manoir de Colombes, l'équipe de Tchécoslovaquie s'impose 2-1 sur l'équipe de France. Première sélection pour Raoul Diagne, premier joueur noir sélectionné chez les Bleus.
  - Au Stade Philip à Casablanca, en match amical, l'équipe du Maroc écrase l'équipe de France (B) sur le score de 4-0. 2e rencontre footballistique entre les Lions de l'Atlas et les Coqs Bleus.

## Mars
- 15 mars : au Stade olympique Yves-du-Manoir de Colombes, l'équipe de France s'impose 1-0 sur l'équipe d'Allemagne.

## Avril
- Arsenal est champion d’Angleterre.
- Les Rangers sont champions d’Écosse.
- 5 avril : l'Athletic Bilbao remporte le Championnat d’Espagne.
- 11 avril : Celtic et Motherwell FC font match nul 2-2 lors de la finale de la Coupe d’Écosse. Match à rejouer.
- 15 avril : Celtic remporte la Coupe d’Écosse face à Motherwell FC, 4-2.
- 25 avril : West Bromwich Albion remporte la Coupe d’Angleterre face à Birmingham City FC, 2-1.

## Mai
- 3 mai : le Club français remporte la Coupe de France face au SO Montpellier, 3-0.
- 15 mai : au Stade olympique Yves-du-Manoir de Colombes, l'équipe de France s'impose 5-2 sur l'équipe d'Angleterre.
- 31 mai : première journée du premier championnat professionnel d'Argentine. Boca Juniors sera sacré champion le 2 janvier 1932.

## Juin
- Royal Anvers FC est champion de Belgique.
- Grasshopper-Club Zürich est champion de Suisse
- 10 juin : First Vienna FC est champion d'Autriche.
- 14 juin : Hertha BSC Berlin est champion d’Allemagne.
- 18 juin : Création officielle du Stade de Reims.
- 21 juin :
  - Athletic Bilbao remporte la Coupe d’Espagne face au Real Betis Séville, 3-1 ;
  - la Juventus est championne d’Italie.

## Novembre
- 29 novembre : au Stade olympique Yves-du-Manoir de Colombes, l'équipe des Pays-Bas s'impose 4-3 sur l'équipe de France.

## Décembre
- 20 décembre : América est champion de l'État de Rio de Janeiro.

## Naissances
Plus d'informations : Liste d'acteurs du football nés en 1931.
- 16 mai : Vujadin Boškov, footballeur yougoslave.
- 22 mai : Francis Méano, footballeur français.
- 13 juin : Jean-Jacques Marcel, footballeur français.
- 15 juillet : Eugène N'Jo Léa, footballeur camerounais.
- 26 juillet : Telê Santana, entraîneur brésilien.
- 2 août : Viliam Schrojf, footballeur tchèque († 1er septembre 2007).
- 9 août : Mário Zagallo, footballeur brésilien.
- 14 août : Jaime Ramírez Banda, footballeur chilien.
- 4 septembre : Antoine Bonifaci, footballeur français.
- 13 octobre : Raymond Kopa, footballeur français († 3 mars 2017).
- 5 décembre : Ladislav Novák, footballeur tchèque († 21 mars 2011).
- 26 décembre : Roger Piantoni, footballeur français († 26 mai 2018).
- 27 décembre : John Charles, footballeur gallois († 21 février 2004).

## Décès
Plus d'informations : Liste d'acteurs du football décédés en 1931.
- 5 septembre : John Thomson, footballeur écossais.